# 7487 Тосітанака
7487 Тосітанака (7487 Toshitanaka) — астероїд головного поясу, відкритий 28 грудня 1994 року.
Тіссеранів параметр щодо Юпітера — 3,312.
Названо на честь Тосі Танаки (яп. とし・たなか(とし田中) тосі танака).